# Willem de Vries Lentsch
Willem de Vries Lentsch (Nieuwendam, 10 de septiembre de 1886-Ámsterdam, 6 de marzo de 1980) fue un deportista neerlandés que compitió en vela en la clase Star. Fue hermano del también regatista Gerard de Vries Lentsch.
Participó en dos Juegos Olímpicos de Verano en los años 1928 y 1936, obteniendo una medalla de bronce en Berlín 1936 en la clase Star.

## Palmarés internacional
| Juegos Olímpicos | Juegos Olímpicos  | Juegos Olímpicos  | Juegos Olímpicos |
| Año              | Lugar             | Medalla           | Clase            |
| ---------------- | ----------------- | ----------------- | ---------------- |
| 1936             | Berlín (Alemania) | Medalla de bronce | Star             |